# کراوو نورته
کراوو نورته (انگلیسی: Cravo Norte) نام یک منطقه مسکونی در کلمبیا است.